# Chubby Checker
Chubby Checker, nascido Ernest Evans (Spring Gulley, 3 de outubro de 1941) é um cantor, compositor e dançarino norte-americano, conhecido por popularizar o twist com sua gravação, feita na década de 1960, do sucesso de R&B composto por Hank Ballard, "The Twist". Em setembro de 2008 a canção chegou ao topo da lista, feita pela revista Billboard, dos singles mais populares a terem aparecido na parada de sucessos da mesma revista, Hot 100, desde que ela começou a ser feita, em 1958.

## Biografia

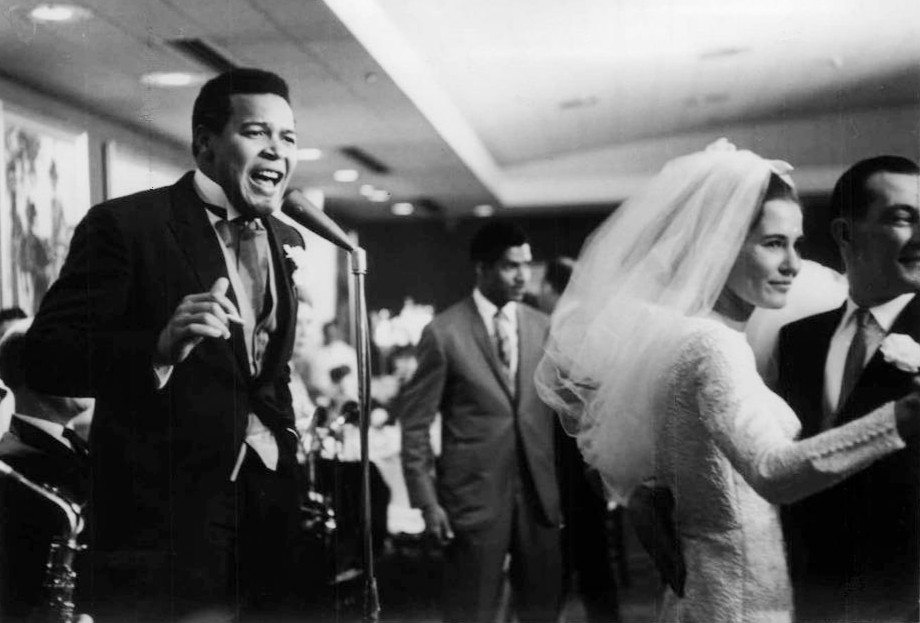
Chubby Checker e sua recepção de casamento em 1964.

Ernest Evans nasceu em Spring Gulley, em 3 de outubro de 1941, na Carolina do Sul, e foi criado, durante sua infância, nos conjuntos habitacionais (projects) de South Philadelphia, na Pensilvânia, onde viveu com seus pais e seus dois irmãos. Com oito anos de idade Evans formou um grupo harmônico que se apresentava nas ruas, e ao entrar no colegial já havia aprendido a tocar o piano, bem como entreter seus colegas de classe como imitações de cantores populares da época, como Jerry Lee Lewis, Elvis Presley e Fats Domino.
Após concluir a escola, Evans passou a entreter, com canções e piadas, os clientes em seus diversos empregos, vendendo produtos agrícolas em lojas e mercados da cidade. E teria sido seu chefe num destes empregos - no Produce Market - Tony A., que lhe deu o apelido de "Chubby" ("Gorducho"). Henry Colt, proprietário do seu outro emprego, Fresh Farm Poultry, teria ficado tão impressionado com a performance de Ernest que, juntamente com seu colega e amigo Karl Mann, compositor que trabalhava para a Cameo-Parkway Records, conseguiram que o jovem 'Chubby' fizesse uma gravação privada com Dick Clark, apresentador do programa de televisão American Bandstand. Foi nesta sessão de gravação que Evans adotou definitivamente seu nome artístico; a esposa de Clark perguntou-lhe qual era seu nome e ele respondeu: "Bem, meus amigos me chamam de 'Chubby'". Como ele havia terminado de fazer uma imitação de Fats Domino, ela sorriu e perguntou-lhe: "Como damas (checkers, em inglês)?" A brincadeira de palavras envolvendo o 'dominó' do nome de Fats e outro jogo de tabuleiro gerou risadas instantâneas entre os presentes, e foi adotada como nome a partir daquele momento.

### Vida pessoal
Em 1964, casou-se com a Miss Mundo 1962, Catharina Lodders, com a qual teve três filhos. 

## Carreira

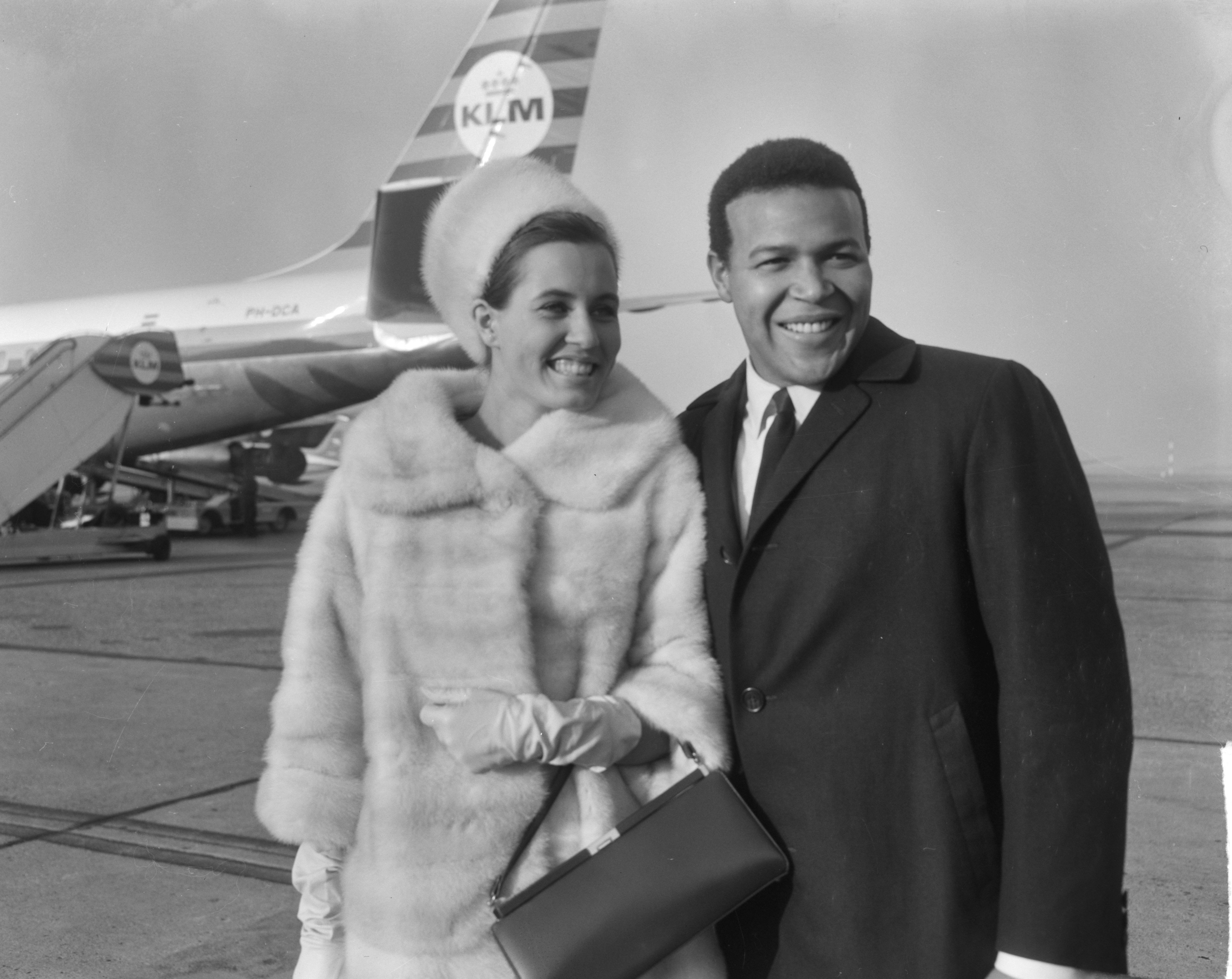
Chubby Checker e sua esposa Catharina Lodders viajando na Holanda em 1964.

Durante o auge de seu sucesso, na década de 1960, lançou seus discos pela Cameo-Parkway Records que, juntamente com todo o resto do material da gravadora, tornou-se indisponível depois do início da década de 1970 por disputas legais internas da companhia. Por décadas, quase todas as compilações dos sucessos de Checker eram feitas a partir de regravações.
Checker lançou uma versão dançante de "Back in the USSR", dos Beatles, em 1969, que alcançou apenas o segundo lugar nas paradas de sucesso. Foi a sua última aparição nas paradas até 1982. Também gravou um álbum psicodélico no início dos anos 70 foi lançado inicialmente apenas na Alemanha. O lançamento original não recebeu nome, porém a frase Chubby Checker Goes Psychedelic, escrita na contracapa, passou a ser tomada como o título.
Apesar de ter opiniões ambíguas sobre o seu single mais bem-sucedido, "The Twist", Checker sempre conseguiu capitalizar sua popularidade duradoura. Em 1987 gravou nova versão da canção com o trio de rappers The Fat Boys. As letras desta nova versão deixavam implícito que estava satisfeito com esta associação. Checker também interpretou a canção num comercial dos biscoitos Oreo, no início da década de 1990.
Em 2008 "The Twist" foi nomeado o maior hit de todos os tempos pela revista Billboard, que analisou todos os singles que estiverem entre os 10 maiores sucessos das paradas entre os anos de 1958 e 2008. Checker ainda obteve, em julho do mesmo ano, o posto de primeiro lugar na parada de sucessos na categoria dance, com "Knock Down the Walls". Proprietário de seu próprio restaurante, Chubby Checker continua a se apresentar em público regularmente.

## Prêmios
Em 1961, Checker recebeu um Grammy Award na categoria Melhor Canção Contemporânea por "Let's Twist Again". Em 2008, "The Twist" foi eleita a melhor canção de todos os tempos a aparecer nas paradas musicais da Billboard. Ela analisou todos os singles que entraram em suas paradas entre 1958 e 2008. Ele também foi homenageado pela Settlement Music School como parte do centenário da instituição, aparecendo na lista Settlement 100, que listava personalidades ligadas à escola.
Checker recebeu o Sandy Hosey Lifetime Achievement Award em 9 de novembro de 2013 da Artists Music Guild. Checker foi apresentador dos AMG Heritage Awards de 2013 e recebeu o prêmio durante a transmissão. O prêmio lhe foi entregue por seu amigo de longa data Dee Dee Sharp. Checker também foi apresentador do American Music Awards de 1991.